# Anisoylchlorid
Anisoylchlorid ist eine organische Verbindung, konkret das Carbonsäurechlorid der Anissäure.

## Herstellung
Anisoylchlorid kann durch Chlorierung von Anissäure mit Phosgen gewonnen werden. Alternativ kann es durch Chlorierung von Anissäurebenzylester mit Thionylchlorid oder Phosphorpentachlorid hergestellt werden.

## Verwendung
Anisoylchlorid kann zur Synthese von Aniracetam genutzt werden, indem es mit 2-Pyrrolidon umgesetzt wird. Durch Reaktion mit Derivaten der Anthranilsäure ergeben sich N-Anisoylderivate, die zum Teil biologische Wirkungen zeigen.